# ويليام كيهو
ويليام كيهو هو سياسي أمريكي، ولد في 12 سبتمبر 1876 في Elk, Mendocino County, California ‏ في الولايات المتحدة، وتوفي في 17 سبتمبر 1932 في بيركيلي في الولايات المتحدة. انتخب عضو جمعية ولاية كاليفورنيا ‏.